# Nunaneichthys mexicanus
Nunaneichthys mexicanus è un pesce osseo estinto, appartenente agli albuliformi. Visse nel Cretaceo inferiore / superiore (Albiano - Cenomaniano, circa 112 - 98 milioni di anni fa) e i suoi resti fossili sono stati ritrovati in Nordamerica.

## Descrizione
Benché simile ad alcuni pesci attuali come Pterothrissus, Nunaneichthys se ne distingueva per una combinazione di caratteristiche: le ossa del tetto cranico erano ornamentate da sottili striature longitudinali, il parasfenoide era dotato di denti conici e di una punta arrotondata, le mandibole erano fornite di denticoli allineati in una singola fila, l'articolazione tra osso quadrato e mandibolare era al livello della metà posteriore dell'orbita, la bocca era posta inferiormente, il preopercolo era piuttosto espanso posteroventralmente e vi era una lunga pinna dorsale che iniziava al livello della quattordicesima vertebra.

## Classificazione
Nunaneichthys è un rappresentante degli albuliformi, un gruppo di pesci teleostei attualmente rappresentato da poche specie. In particolare, era probabilmente un membro degli Pterothrissidae; un'analisi filogenetica indicherebbe strette parentele con il genere attuale Pterothrissus, sulla base di caratteristiche condivise quali un parietale più corto che ampio e caratterizzato da un canale sensoriale supraorbitale e attraversato da un solco anteriore, una commissura supratemporale che decorreva per almeno parte della traiettoria attraverso i parietali e/o il supraoccipitale. 
Nunaneichthys mexicanus è il più antico rappresentante degli Pterothrissinae in Nordamerica. I fossili di questa specie sono stati descritti per la prima volta nel 2020, e sono stati ritrovati nella cava Muhy, nella zona di Hidalgo in Messico centrale.